# Damian Kulash
Damian Joseph Kulash Jr. (Washington D.C., 7 de Outubro de 1975) é o vocalista e guitarrista da banda americana OK Go.